# Illa de Califòrnia

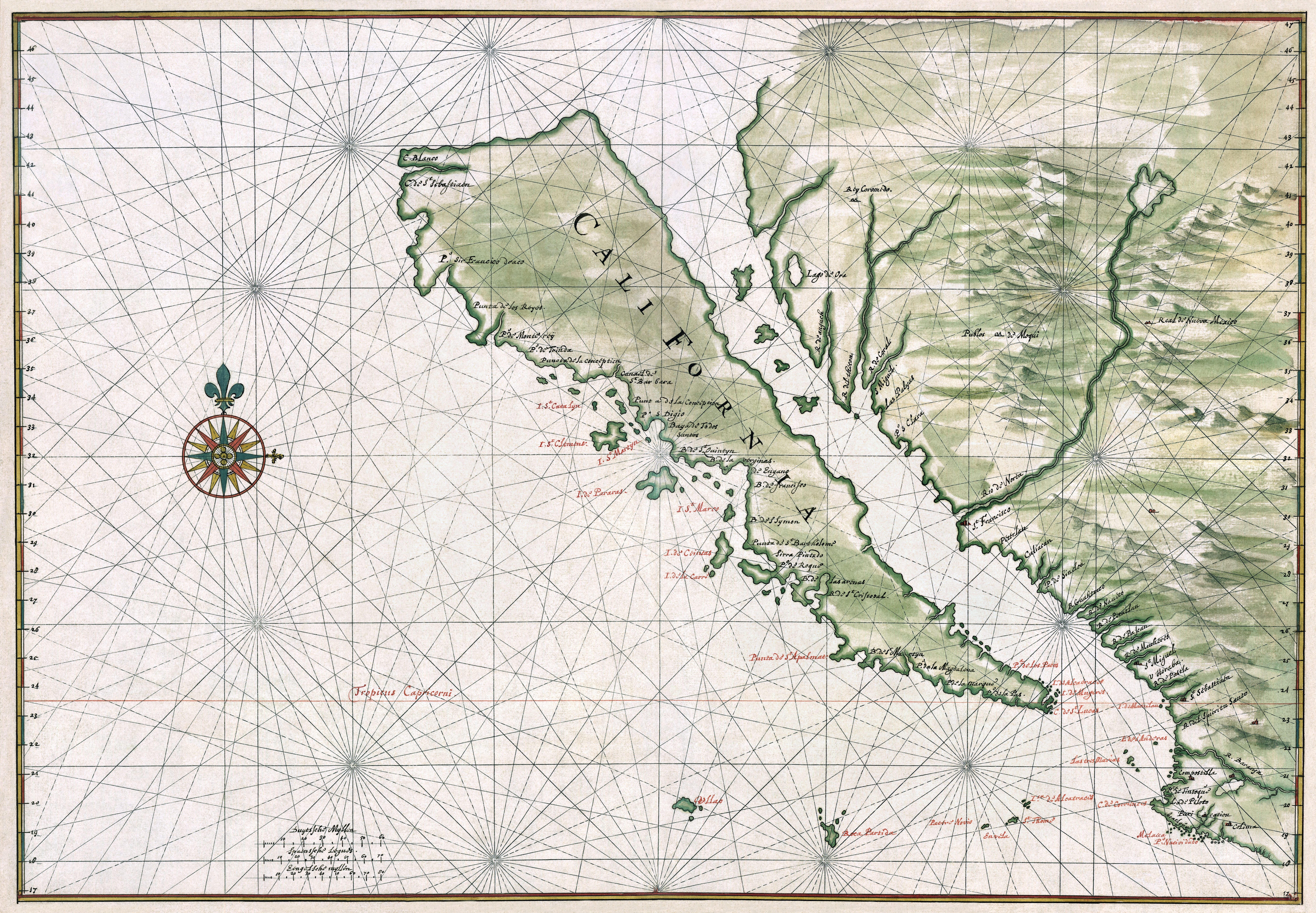
L'illa de Califòrnia, representada pel cartògraf Joan Vinckeboons en un mapa realitzat al voltant de 1650.

El terme illa de Califòrnia fa referència a un error cartogràfic europeu (intencionat o no) del segle xvi, en el qual la península de Baixa Califòrnia apareix separada de la resta d'Amèrica del Nord, representant-se com una illa separada de la resta del continent per un suposat estret, que en realitat és el golf de Califòrnia.
Es tracta, per tant, d'un dels errors cartogràfics més importants de la història, sent àmpliament difós en mapes dels segles xvii i XVIII, tot i que algunes exploracions ja havien aportat proves que contradeien la suposada illa de Califòrnia, com l'expedició de Francisco de Ulloa de 1539 a 1540.
Aquest error està molt lligat a la creença de l'existència de l'estret d'Anian, un suposat estret que connectaria l'oceà Pacífic amb el golf de Sant Llorenç.

## Història
El primer esment conegut d'una llegendària illa de Califòrnia es troba a Las sergas de Esplandián, una novel·la de cavalleries escrita per Garci Rodríguez de Montalvo a cavall dels segles XV i XVI i publicat a Sevilla el 1510. En aquesta obra, es descriu aquella illa de la següent manera:
| «                                                          | Sapigueu que a la dreta mà de les Índies hi ha una illa anomenada Califòrnia molt propera d'un costat del Paradís Terrenal; i estava poblada per dones negres, sense que existís allí un home, doncs vivien a la manera de les amazones. Eren de bells i robusts cossos, fogós valor i gran força. La seva illa era la més forta de tot el món, amb els seus escarpats farallons i les seves pètries costes. Les seves armes eren totes d'or i del mateix metall eren els arnesos de les bèsties salvatges que elles acostumaven domar per muntar-les, perquè en tota l'illa no hi havia un altre metall que l'or. | » |
| — Las sergas de Esplandián, de Garci Rodríguez de Montalvo | |   |

Probablement, aquesta descripció va influir en la identificació de la península de Baixa Califòrnia com aquella illa llegendària.